# Mauriac (Gironde)
Mauriac is een gemeente in het Franse departement Gironde (regio Nouvelle-Aquitaine) en telt 240 inwoners (2005). De plaats maakt deel uit van het arrondissement Langon.

## Geografie
De oppervlakte van Mauriac bedraagt 10,0 km², de bevolkingsdichtheid is 24,0 inwoners per km².
De onderstaande kaart toont de ligging van Mauriac (Gironde) met de belangrijkste infrastructuur en aangrenzende gemeenten.

## Demografie
Onderstaande figuur toont het verloop van het inwonertal (bron: INSEE-tellingen).